# Custingophora suidafrikana
Custingophora suidafrikana är en svampart som beskrevs av Morgan-Jones & R.C. Sinclair 1980. Custingophora suidafrikana ingår i släktet Custingophora, klassen Sordariomycetes, divisionen sporsäcksvampar och riket svampar.   Inga underarter finns listade i Catalogue of Life.